# Tuliłów
Tuliłów – wieś w Polsce położona w województwie lubelskim, w powiecie bialskim, w gminie Międzyrzec Podlaski.
| SIMC    | Nazwa   | Rodzaj    |
| ------- | ------- | --------- |
| 0016308 | Dalekie | część wsi |

W latach 1931–1972 znajdował się w granicach Międzyrzeca Podlaskiego. W latach 1975–1998 miejscowość administracyjnie należała do województwa bialskopodlaskiego.
Wieś jest sołectwem w gminie Międzyrzec Podlaski. Według Narodowego Spisu Powszechnego z roku 2011 wieś liczyła 395 mieszkańców.

## Historia
Wieś położona w powiecie mielnickim województwa podlaskiego, wchodziła w 1662 roku w skład majętności międzyrzeckiej Łukasza Opalińskiego. Tuliłów, w spisie z 1827 r. i na mapie wojskowej topograficznej opisano jako  wieś i folwark w powiecie radzyńskim (1867–1975), gminie Zagajniki, parafii Międzyrzec. Położony o 2 wiorsty na zachód od Międzyrzeca. W roku 1883 posiadał 48 domów i 290 mieszkańców na 1381 morgach (w tym 896 mórg włościańskich). Folwark wchodził w skład dóbr Międzyrzec. 
W 1827 spisano tu  41 domów i 232 mieszkańców. 
Spis urzędowy osad guberni siedleckiej z r. 1887 podaje drugą wieś tej nazwy w gminie Szóstka (a więc też pod Międzyrzecem), mającą 62 domy i 691 mieszkańców z gruntem 1441 mórg. Wsi tej nie podają dawniejsze spisy i nie oznaczają mapy sztabowe. Nie występuje również w skorowidzu Zinberga z roku 1877.

## Archeologia
Wykopaliska archeologiczne na terenie tzw. Starego Tuliłowa (południowa część wsi) pokazały, że tereny te mają nieprzerwaną ciągłość osadniczą od co najmniej 2500 lat. Po wstępnym rozpoznaniu archeologicznym przez Muzeum Południowego Podlasia utworzono pięć stanowisk. Znajdują się tu pozostałości osady z (kultury trzcinieckiej – ok. 1500 lat p.n.e. (była to osada produkcyjna; liczne kręgi kamienne ze śladami palenisk), wielbarskiej i z okresu rzymskiego oraz średniowiecza – VII–XIII i XV–XVI w.).

## Inne
Wierni Kościoła rzymskokatolickiego należą do parafii św. Mikołaja w Międzyrzecu Podlaskim.
We wsi znajdują się:
- cmentarz wojenny (krzyż i tablica pamiątkowa) – 14–16 lipca 1915 roku na przedpolach wsi rozegrała się bitwa pomiędzy wojskami rosyjskimi i austriackimi
- cmentarz choleryczny
- głazy polodowcowe